# União de Minas
União de Minas este un oraș în Minas Gerais (MG), Brazilia.